# Alejandro Curbelo
Alejandro Curbelo (Montevideo, 19 settembre 1973) è un ex calciatore uruguaiano, di ruolo difensore.